# Kunhegyesi járás
A Kunhegyesi járás Jász-Nagykun-Szolnok vármegyéhez tartozó járás Magyarországon, amely 2013-ban jött létre. Székhelye Kunhegyes. Területe 464,58 km², népessége 19 352 fő, népsűrűsége 42 fő/km² volt a 2012. évi adatok szerint. Két város (Kunhegyes és Abádszalók) és öt község tartozik hozzá.
A Kunhegyesi járás a járások 1983-as megszüntetése előtt is létezett, ezen a néven az 1950-es járásrendezéstől kezdve, korábbi neve Tiszai felső járás volt. Székhelye mindvégig Kunhegyes volt, és 1965-ben szűnt meg.

## Települései
| Település      | Rang (2013. július 15.) | Kistérség (2013. január 1.) | Népesség (2012. január 1.) | Terület (km²) |
| -------------- | ----------------------- | --------------------------- | -------------------------- | ------------- |
| Kunhegyes      | járásszékhely város     | Tiszafüredi                 | 7 483                      | 148,93        |
| Abádszalók     | város                   | Tiszafüredi                 | 3 922                      | 132,23        |
| Tiszabő        | község                  | Törökszentmiklósi           | 1 862                      | 35,04         |
| Tiszabura      | község                  | Tiszafüredi                 | 2 925                      | 45,2          |
| Tiszagyenda    | község                  | Tiszafüredi                 | 936                        | 36,93         |
| Tiszaroff      | község                  | Tiszafüredi                 | 1 520                      | 52,49         |
| Tomajmonostora | község                  | Tiszafüredi                 | 704                        | 13,76         |

## Története
A Kunhegyesi járás az 1950-es járásrendezés során jött létre 1950. június 1-jén az addigi Tiszai felső járás nevének megváltoztatásával és területének kisebb módosításával, és 1965. március 30-ával szűnt meg, területét ekkor felosztották a Tiszafüredi és a Törökszentmiklósi járás között.

### Községei 1950 és 1965 között
Az alábbi táblázat felsorolja a Kunhegyesi járáshoz tartozott községeket, bemutatva, hogy mikor tartoztak ide, és hogy hova tartoztak megelőzően, illetve később.
| Község         | Mikortól        | Honnan                | Meddig            | Hova                       |
| -------------- | --------------- | --------------------- | ----------------- | -------------------------- |
| Abádszalók     | 1950. június 1. | Tiszai felső járásból | 1965. március 30. | Tiszafüredi járáshoz       |
| Kenderes       | 1950. június 1. | Tiszai felső járásból | 1965. március 30. | Törökszentmiklósi járáshoz |
| Kunhegyes      | 1950. június 1. | Tiszai felső járásból | 1965. március 30. | Törökszentmiklósi járáshoz |
| Kunmadaras     | 1950. június 1. | Tiszai felső járásból | 1965. március 30. | Tiszafüredi járáshoz       |
| Tiszabura      | 1950. június 1. | Tiszai közép járásból | 1965. március 30. | Tiszafüredi járáshoz       |
| Tiszagyenda    | 1950. június 1. | Tiszai közép járásból | 1965. március 30. | Törökszentmiklósi járáshoz |
| Tiszaroff      | 1950. június 1. | Tiszai közép járásból | 1965. március 30. | Törökszentmiklósi járáshoz |
| Tomajmonostora | 1950. június 1. | Tiszai felső járásból | 1965. március 30. | Tiszafüredi járáshoz       |

### Történeti adatai
Megszűnése előtt, 1965 elején területe 695 km², népessége pedig mintegy 43 ezer fő volt.